# Horologium Sapientiae
Horologium Sapientiae est un livre écrit par le dominicain allemand Henri Suso entre 1328 et 1330. Le livre appartient à la tradition des mystiques rhénans et du mysticisme allemand. Il a été rapidement traduit dans une gamme de langues européennes et — aux côtés des Méditations sur la vie du Christ de Pseudo Bonaventure et de La Grande Vie de Jésus-Christ de Ludolphe de Saxe — c'était l'un des trois textes de dévotion européens les plus populaires des XIVe et XVe siècles.

## Éditions et textes
Le livre a été traduit en moyen anglais sous le titre The Seven Points of True Love and Everlasting Wisdom ; une traduction en anglais moderne traduit le titre latin Clock of Wisdom en Wisdom's Watch on the Hours. Il a largement circulé dans des langues vernaculaires telles que l'anglais, le français, le néerlandais et l'italien, et a survécu dans plus de 233 manuscrits latins médiévaux.

## Contenu
L'Horologium est divisé en deux livres : le livre 1 contient 16 chapitres et se concentre sur des considérations autour de la passion du Christ. ; et le livre 2 contient 8 chapitres.
- Chapitre 1 : Comment les âmes sont attirées vers Dieu
- Chapitre 2 : Comment la passion du Christ est un prélude à la connaissance de Dieu
- Chapitre 3 : Les Souffrances du Christ et comment elles étaient nécessaires
- Chapitre 4 : Comment l'âme trouve le Christ par la pénitence
- Chapitre 5 : Une lamentation sur la perte de ferveur
- Chapitre 6 : Le Divin époux est la sagesse éternelle
- Chapitre 7 : La Sagesse divine est à la fois aimable et terrible
- Chapitre 8 : Les visites divines vont et viennent, et comment l'âme devrait répondre
- Chapitre 9 : Pourquoi la sagesse divine permet aux gens de souffrir
- Chapitre 10 : Des tourments de l'enfer
- Chapitre 11 : Des joies du ciel
- Chapitre 12 : Traitement des objections
- Chapitre 13 : Comment il est profitable de subir des tribulations
- Chapitre 14 : Comme il est profitable de considérer la passion du Christ
- Chapitre 15 : Comment un vrai disciple doit se conformer à la passion
- Chapitre 16 : Une recommandation de la Vierge Marie

Le livre 2 se focalise sur la théologie eucharistique.

## Influences
Henri Suso était un disciple de Maître Eckhart et, de manière controversée, a défendu ses écrits après sa condamnation. Le livre suit le style de la Consolation de Philosophie de Boèce, enregistrant à la fois les frustrations et les déceptions de Suso.
Au chapitre 9, Suso relate une conversation imaginaire avec Dieu dans laquelle il fait un commentaire sur le fait qu'il n'est pas surprenant que Dieu ait si peu d'amis alors que les religieux rencontrent tant de difficultés. Ce commentaire a peut-être influencé les traditions qui affirmaient que Thérèse d'Avila avait fait la boutade « pas étonnant que tu aies si peu d'amis Seigneur, quand tu les traites si mal. »